# محوطه میر جمال ۶
محوطه میر جمال ۶ مربوط به سدهٔ ۴ تا ۷ ه.ق است و در شهرستان زابل، بخش میانکنگی، دهستان قرقری، ۷۰۰ متری شمال شرق روستای میرجمال واقع شده و این اثر در تاریخ ۲۷ اسفند ۱۳۸۶ با شمارهٔ ثبت ۲۲۶۶۷ به‌عنوان یکی از آثار ملی ایران به ثبت رسیده است.